# Joe Kopicki
Joseph Gerard Kopicki, detto Joe (Warren, 12 giugno 1960), è un ex cestista statunitense, professionista nella NBA, in Italia e in Spagna.

## Carriera
È stato selezionato dagli Atlanta Hawks al terzo giro del Draft NBA 1982 (56ª scelta assoluta).

## Palmarès
- Liga catalana: 1

Joventut Badalona: 1992